# Eric Cantona
Éric Daniel Pierre Cantona (født 24. maj 1966 i Marseilles, Frankrig) er en fransk skuespiller og tidligere professionel fodboldspiller, der spillede op gennem 1980'erne og 1990'erne. Han stoppede sin professionelle fodboldkarriere i Manchester United, hvor han vandt fire Premier League-titler på fem år og også to Liga og FA Cup-"Doubles". I øjeblikket er han ansat som Fodbolddirektør i den amerikanske fodboldklub New York Cosmos.
Cantona er ofte forbundet med at have spillet en vigtig rolle i sammenhæng med Manchester Uniteds genoplivning af fodboldsucces, og han nyder at have en ikonstatus for klubben.
25. januar 1995 spillede han i en udebanekamp mod Crystal Palace. I forbindelse med, at Crystals forsvarsspiller Richard Shaw hev i Cantonas trøje, sparkede han modstanderen og blev udvist af dommeren. På vej ud af banen, overfalder han en fan fra Crystal Palace som råbte provokerende tilråb.
Klubben gav ham karantæne i sæsonens sidste fire måneder og tildelte ham en bøde på 20.000 GBP. The Football Association valgte dog efterfølgende at øge karantænen til otte måneder og bøden til 30.000 GBP – en afgørelse som også blev gjort international af FIFA.
Han returnerede til spillet med sin første kamp 1. oktober 1995. Ved udgangen af sæsonen 1996-97 meddelte han, at han nu ville trække sig fra fodbold og den sidste kamp blev således spillet 11. maj 1997.